# Vaccinium ciliatum
Vaccinium ciliatum är en ljungväxtart som beskrevs av Carl Peter Thunberg. Vaccinium ciliatum ingår i Blåbärssläktet, och familjen ljungväxter. Inga underarter finns listade i Catalogue of Life.